# Centro Universitario de la Patagonia
El Centro Universitario de la Patagonia Chilena comprende universidades, tanto de ámbito público como privado, que se sitúan a partir de la Región de Los Lagos hasta la Región de Aysén del General Carlos Ibáñez del Campo, donde se imparten carreras técnicas y de pregrado en distintas ramas de formación.

## Universidad Austral de Chile - Campus Patagonia
La Universidad Austral de Chile con su Campus Patagonia, nace bajo la necesidad entregarle a los habitantes de la Región una formación profesional de calidad, con el fin de entregar desarrollo y bienestar a la Comunidad. Dentro de las carreras que se imparten en este centro se pueden encontrar carreras técnicas y profesionales.

### Carreras

#### Técnico Universitarias
- Técnico Universitario en Administración Contable y Financiera[2]
- Técnico Universitario en Asistente Ejecutivo y de Gestión[3]
- Técnico Universitario en Salmonicultura[4]
- Técnico Universitario en Construcción y Obras Civiles[5]
- Técnico Universitario en Producción Agropecuaria[6]
- Técnico Universitario en Mantenimiento Industrial[7]
- Técnico Universitario en Turismo de Naturaleza[8]

#### Pregrado
- Pedagogía en Educación Básica con Menciones[9]
- Bachillerato en Ciencias y Recursos Naturales[10]
- Bachillerato en Ciencias de Ingeniería[11]

## Universidad de Aysén
La Universidad de Aysén tiene su fundación en agosto del año 2015, en la ciudad de Coyhaique, Chile. Fue la presidenta vigente ese año, Michelle Bachelet quien dio el inicio al proyecto que buscaba dar inicio a dos Universidades Estatales, una en la Región del Libertador General Bernardo O'Higgins, y otra en la Región de Aysén del General Carlos Ibáñez del Campo.

### Carreras
- Obstetricia[13]
- Agronomía[14]
- Trabajo Social[15]
- Enfermería[16]
- Ingeniería Forestal[17]
- Ingeniería Civil Industrial[18]

## Universidad Tecnológica de Chile INACAP - Coyhaique
Este Centro Educativo se caracteriza por ser una de las universidades de formación técnica más grandes de Chile, y con sedes a lo largo de todo Chile. Característica que le permite adecuarse a las necesidades de cada región en la que se encuentra. En la Ciudad de Coyhaique se pueden encontrar las siguientes:

### Carreras
- Ingeniería en Administración de Empresas[19]
- Ingeniería Comercial[20]
- Contabilidad General[21]
- Administración de Empresas[22]
- Administración de Empresas - Semipresencial[23]
- Tecnología en Producción Ganadera[24]
- Construcción Civil[25]
- Técnico de Nivel Superior en Topografía[26]
- Técnico de Nivel Superior en Edificación[27]
- Técnico de Nivel Superior en Gastronomía Internacional[28]
- Psicopedagogía[29]
- Técnico de Nivel Superior Analista Programador[30]
- Técnico de Nivel Superior en Telecomunicaciones, Conectividad y Redes[31]
- Ingeniería en Maquinaria, Vehículos Automotrices y Sistemas Electrónicos[32]
- Mecánica Automotriz en Sistemas Electrónicos[33]
- Ingeniería Industrial[34]
- Ingeniería en Prevención de Riesgos, Calidad y Ambiente[35]
- Prevención de Riesgos[36]
- Logística y Operaciones Industriales[37]
- Técnico en Enfermería[38]
- Técnico en Odontología[39]